# April Steiner Bennett
April Steiner Bennett (geborene Steiner; * 22. April 1980 in Mesa, Arizona) ist eine US-amerikanische Stabhochspringerin.
2004 wurde sie Fünfte bei den US-Ausscheidungskämpfen (Trials) für die Olympischen Spiele in Athen. Um ihr Training zu finanzieren, nahm sie im selben Jahr an der Reality Show Fear Factor, in der sie den Hauptgewinn von 50.000 US-Dollar gewann.
Ihr Durchbruch ereignete sich 2007, als sie in der Halle 4,60 Meter überquerte und Silber bei den Panamerikanischen Spielen in Rio de Janeiro gewann.
2008 verbesserte sie ihren persönlichen Rekord auf 4,63 m und wurde mit 4,60 m Zweite bei den Trials für die Olympischen Spiele in Peking. Dort kam sie mit 4,55 m auf den achten Platz.